# Matko Mandić
Matko Mandić (Mihotići, kraj Kastva, 22. rujna 1849. – Trst, 13. svibnja 1915.), katolički svećenik i hrvatski pravaški političar
Teologiju je studirao u Gorici i Trstu, a prirodne znanosti u Pragu. Pripadnik je tzv. drugoga naraštaja hrvatskih preporoditelja u Istri. Od 1883. do 1900. glavni je urednik hrvatskoga lista Naša sloga u Trstu, gdje je 1907. utemeljio i prvi hrvatski dnevnik (Balkan). Jedan je od glavnih osnivača Stranke prava u Istri, s Matkom Laginjom i Vjekoslavom Spinčićem. Od 1889. godine do smrti biran je za zastupnika u Istarskom saboru; 1907. i 1911. izabran je za zastupnika u Carevinskom vijeću u Beču. 

## Također pogledajte
- Hrvatski narodni preporod u Istri
- pravaštvo u Istri
- Hrvatsko-slovenska narodna stranka